# Taux de morbidité
Le taux de morbidité est le rapport qui mesure l'incidence ou la prévalence d'une certaine maladie, en épidémiologie.
Pour une période donnée (typiquement un an), ce taux est le rapport entre le nombre de personnes atteintes et la population totale considérée. Cela donne un nombre de cas par habitant, qu'on ramène en général à 1 000, 10 000 ou 100 000 habitants afin de ne pas manipuler de trop petits nombres. Si le numérateur est le nombre de nouveaux cas sur la période, on parle de « taux d'incidence », alors que si c'est le nombre total de cas (nouveaux ou non), on parle de « taux de prévalence ». Le taux de prévalence est ainsi toujours supérieur au taux d'incidence.

## Confusions possibles ou fréquentes
Ne pas confondre avec le taux de mortalité. Toujours pour une période donnée :
- le taux de mortalité brut est le rapport du nombre de décès durant une période donnée sur la population en milieu de période ;
- le taux de mortalité spécifique est le rapport du nombre de décès attribuables à une maladie sur la population en milieu de période.

## Bases de données d'intérêt épidémiologiques
Les épidémiologistes et acteurs de la vigilance sanitaire ont besoin de faire des statistiques sur de larges panels, ce qui peut être difficile pour les maladies rares. Ils souhaitent aussi pouvoir faire des comparaisons inter-régionales ou internationales afin de pouvoir éventuellement détecter des facteurs de causalité à des maladies dont les mécanismes de diffusion / contagion ou d'infection ou encore de résistance aux médicaments sont encore mal compris ; Ils souhaitent parfois étudier les modèles d’activité des hôpitaux dans les pays, ce qui permet de détecter le recul ou au contraire l'émergence ou la recrudescence de certaines maladies.
Pour ce faire, les chercheurs peuvent dans certains pays bénéficier de registres ou bases de données spécialisés pour un type de maladie (les cancers) ou pour un type de population, etc.
Pour leurs études, ils ont aussi besoin de grandes bases de données sur la morbidité, établies aux niveaux régionaux ou nationaux.
Ces bases sont protégées et uniquement accessibles aux chercheurs et à certaines conditions, car elles contiennent des noms de patients.
Ces bases sont renseignées par les autorités médicales, hospitalières pour les plus grandes de ces bases (ex. : National hospital morbidity database (NHMD) en Australie. Pour des raisons de coût et administratives ou juridiques, certaines de ces bases ont été éphémères, dont au Canada où la base n'est plus mise à jour). En Europe et sous l'égide de l'OMS, existe une base de données dite European Hospital Morbidity Database ou HMDB ou HM-DB). Ce registre contient des millions de données sur la morbidité hospitalière en Europe (sortie d’hôpital par diagnostic détaillé, âge et sexe des patient(e)s.
Mais, il n'existe pas encore de tel outil à échelle mondiale.